# Reszel (gmina)
Pour la ville, voir Reszel.
Reszel est une gmina mixte du powiat de Kętrzyn, Varmie-Mazurie, dans le nord de la Pologne. Son siège est la ville de Reszel, qui se situe environ 16 km à l'ouest de Kętrzyn et 52 km au nord-est de la capitale régionale Olsztyn.
La gmina couvre une superficie de 178,71 km2 pour une population de 8 335 habitants.

## Géographie
Outre la ville de Reszel, la gmina inclut les villages de Bertyny, Bezławecki Dwór, Bezławki, Biel, Czarnowiec, Dębnik, Grodzki Młyn, Grzybowo, Kępa Tolnicka, Klewno, Kocibórz, Łabędziewo, Leginy, Łężany, Lipowa Góra, Mała Bertynówka, Mnichowo, Mojkowo, Niewodnica, Pasterzewo, Pieckowo, Pilec, Plenowo, Pudwągi, Ramty, Robawy, Siemki, Śpigiel, Śpiglówka, Staniewo, Stąpławki, Święta Lipka, Tolniki Małe, Wanguty, Widryny, Wola, Wólka Pilecka, Wólka Ryńska, Worpławki et Zawidy.
La gmina borde la ville de Mrągowo et les gminy de Bisztynek, Kętrzyn, Kolno, Korsze, Mrągowo et Sorkwity.